# Japan House
Japan House (em português Casa do Japão, ou Casa Japonesa) são centros de difusão de cultura japonesa, desde sua cultura milenar até sua cultura contemporânea de inovação. As Japan Houses são uma iniciativa do governo do Japão, inicialmente tendo três unidades uma localizada na cidade de São Paulo, Brasil, outra na cidade de Los Angeles, E.U.A., e a terceira em Londres, Inglaterra. 
O conceito da Japan House conta também com a consulta criativa de Kenya Hara, produtor-geral da casa. Com forte dedicação ao design japonês, Hara é também diretor de arte da famosa rede minimalista MUJI. 
Embora de estruturas e arranjos diferentes, as três casas têm os mesmos espaços: um restaurante de alta gastronomia japonesa, uma biblioteca, uma loja boutique, espaços para oficinas, palestras e eventos, sempre rotativos.

## Japan House São Paulo
Aberta ao público no dia 6 de maio de 2017, a primeira das três casas a ser inaugurada conta com 3 andares localizada na avenida Paulista.  
O prédio cujo projeto fora desenhado pelo importante arquiteto japonês Kengo Kuma, tem a sua entrada feita pelo térreo, ainda abriga um espaço para exposição, a loja, um café e a biblioteca. No segundo andar uma outra loja, e o espaço de oficinas, e no terceiro andar o maior espaço expositivo, e também o restaurante, Aizomê, da renomada chefe Telma Shiraishi.
Após um 5 meses de sua inauguração a casa já havia recebido mais de 400 mil pessoas em suas exposições. 

Exterior e térreo
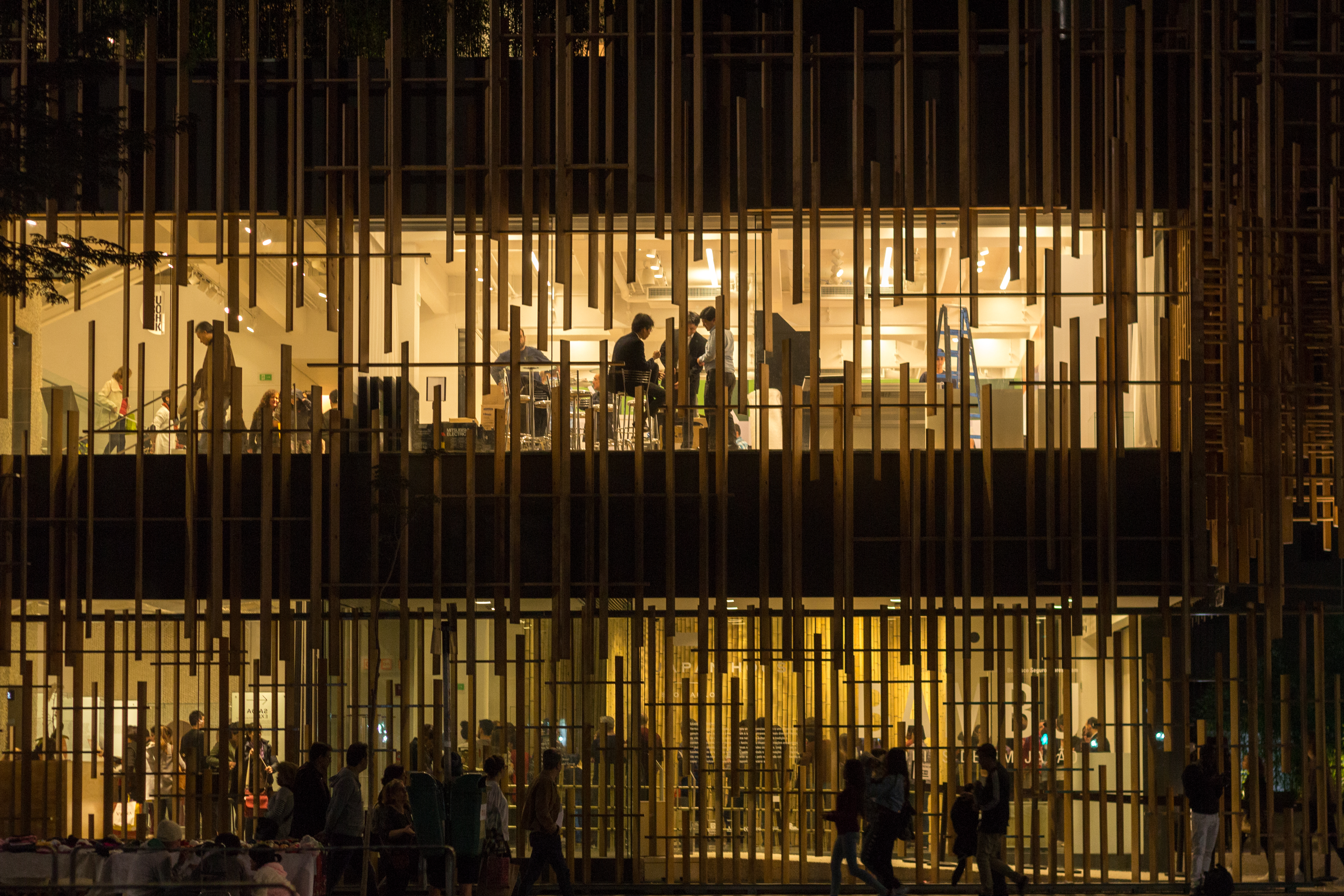
Área externa à noite, térreo e segundo andar visíveis
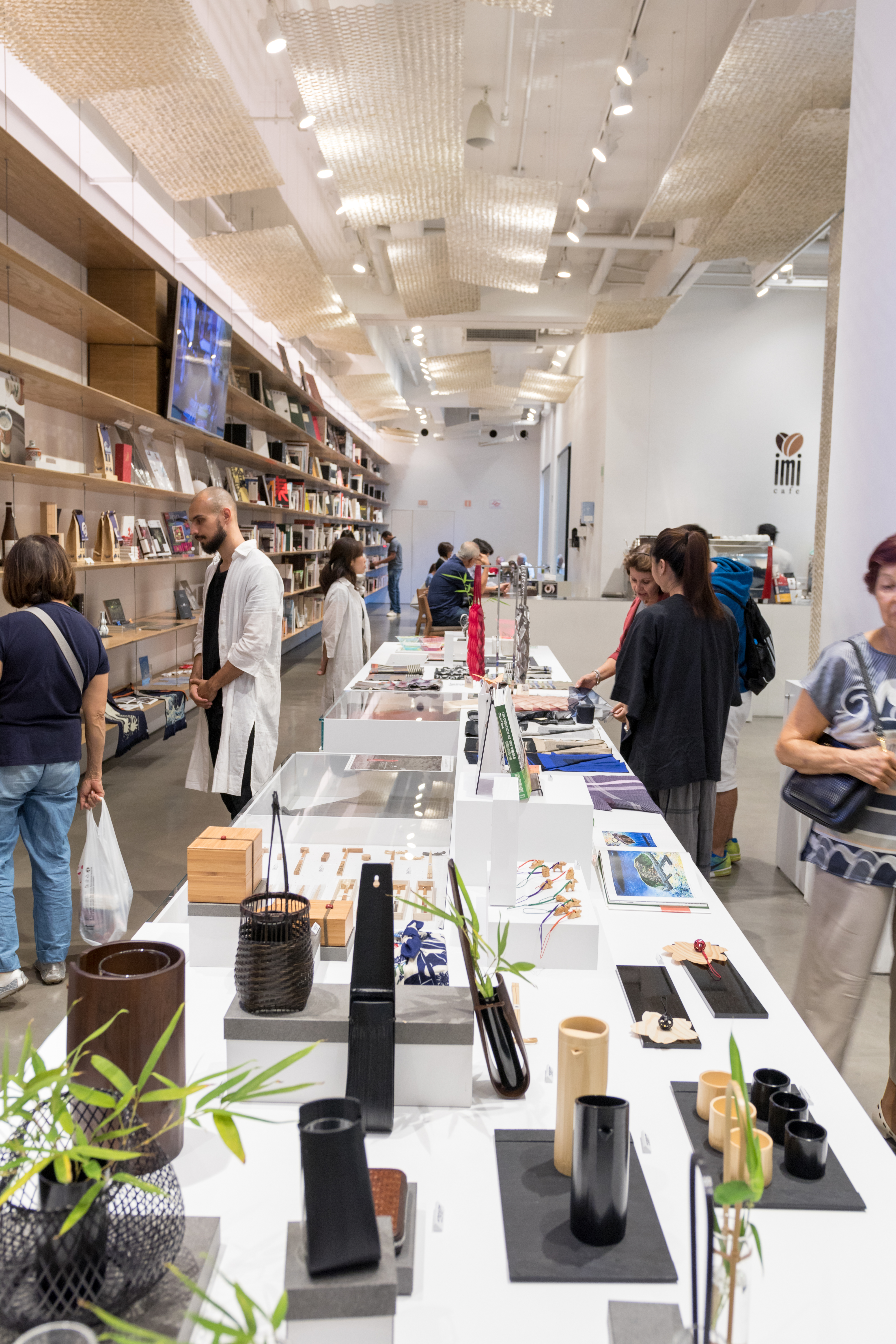
Loja do térreo, café e biblioteca.
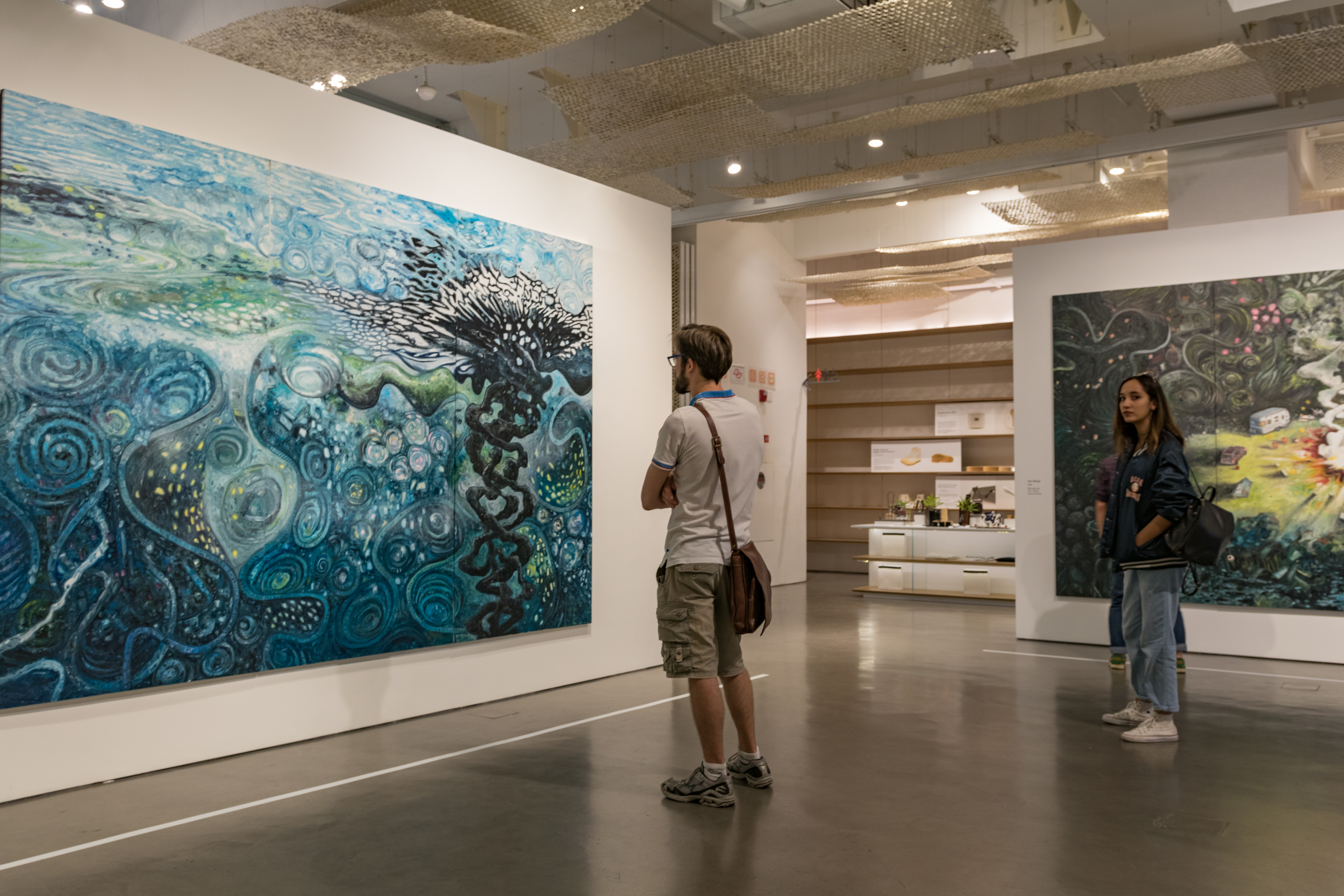
Área de exposição do térreo.

segundo andar e terceiro andar
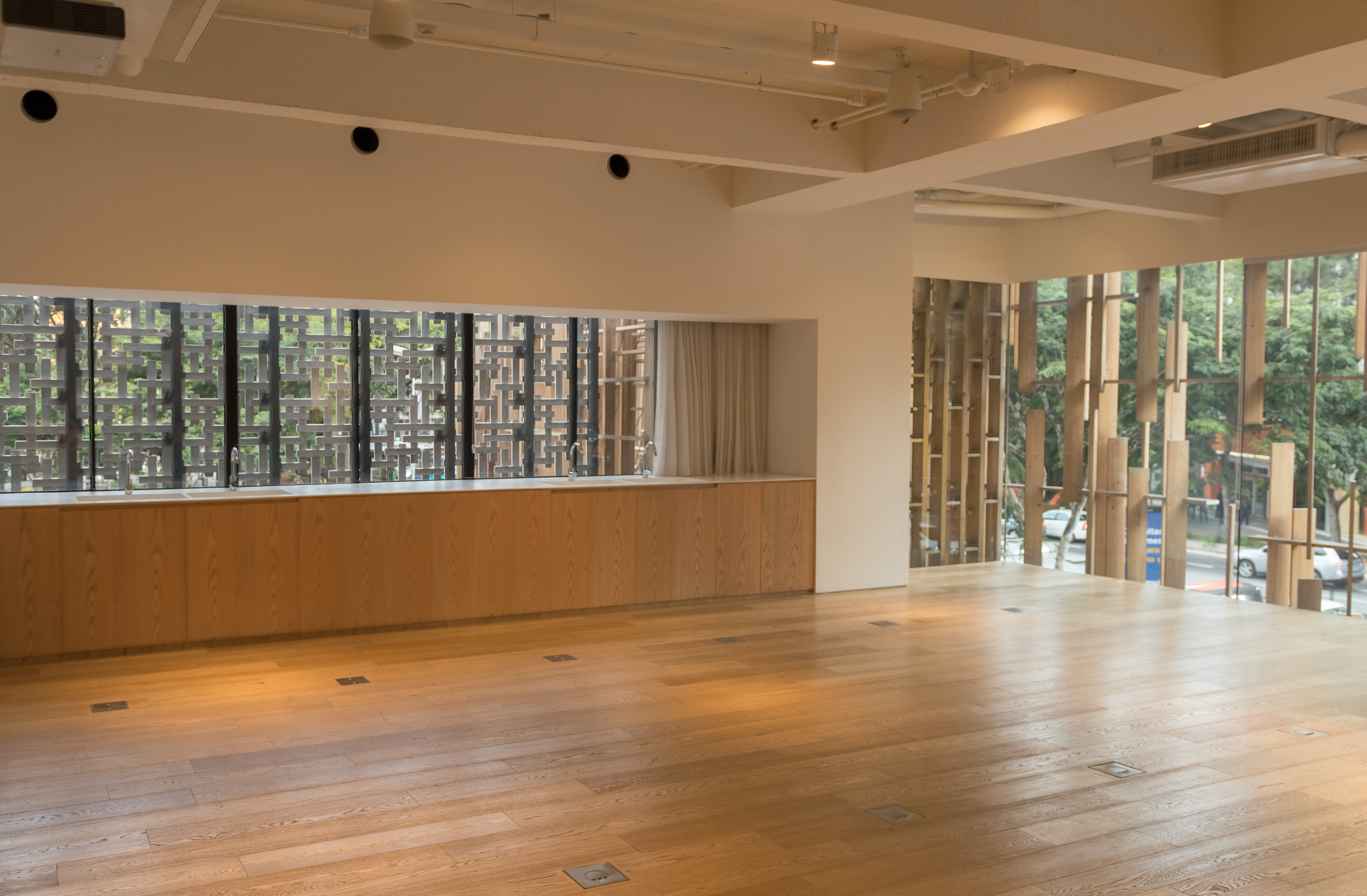
Área de oficinas
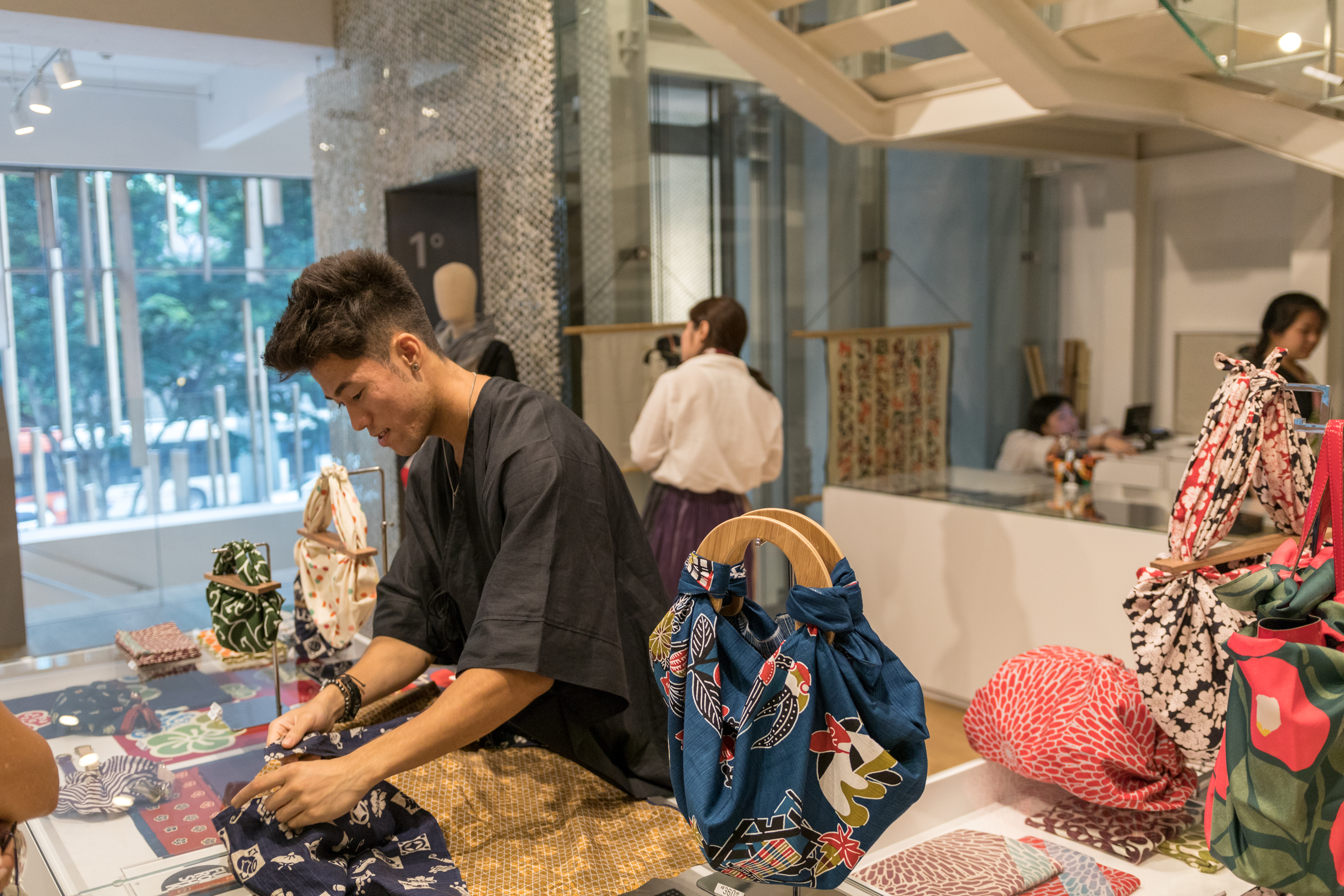
loja do andar superior
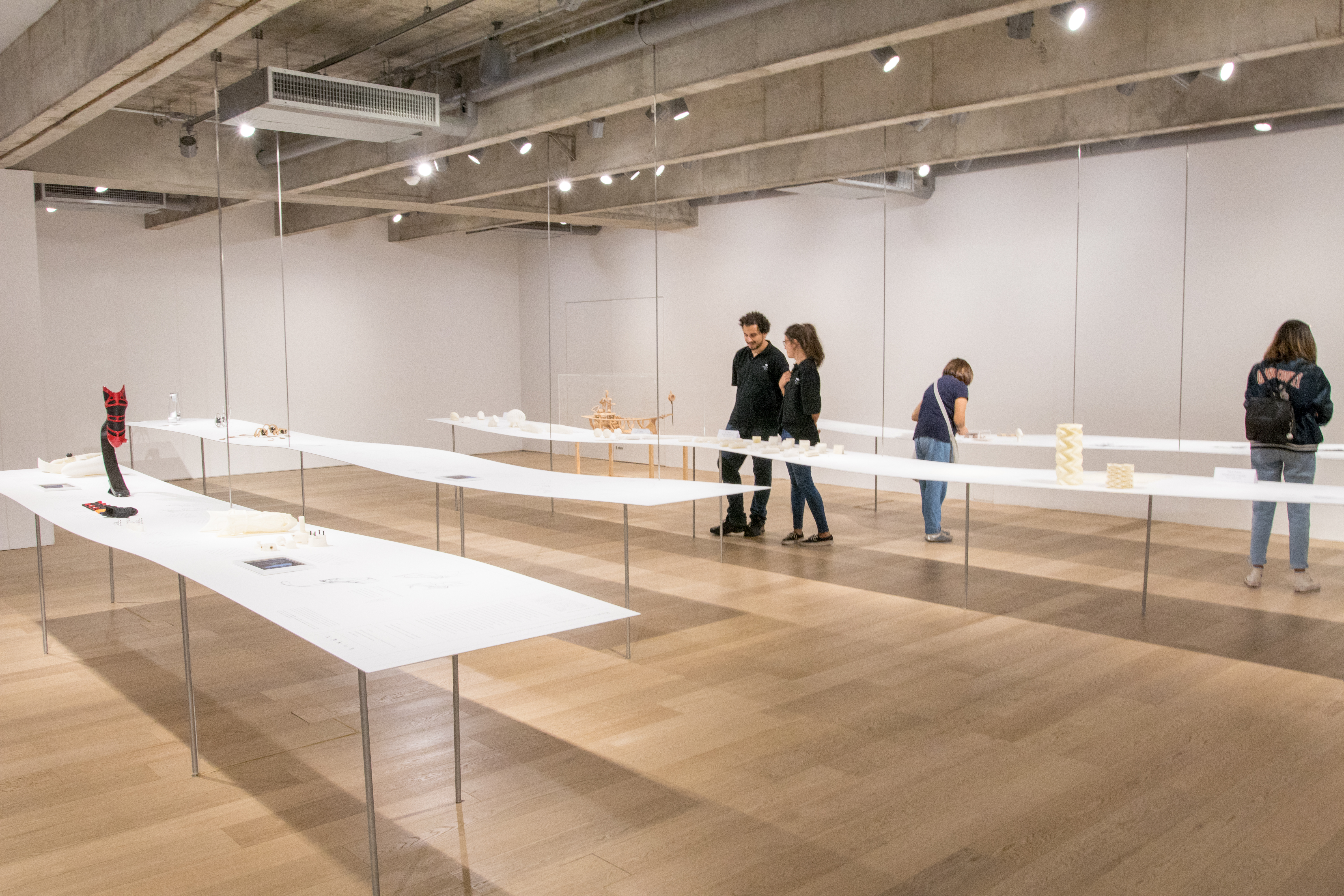
Área de exposição do terceiro andar
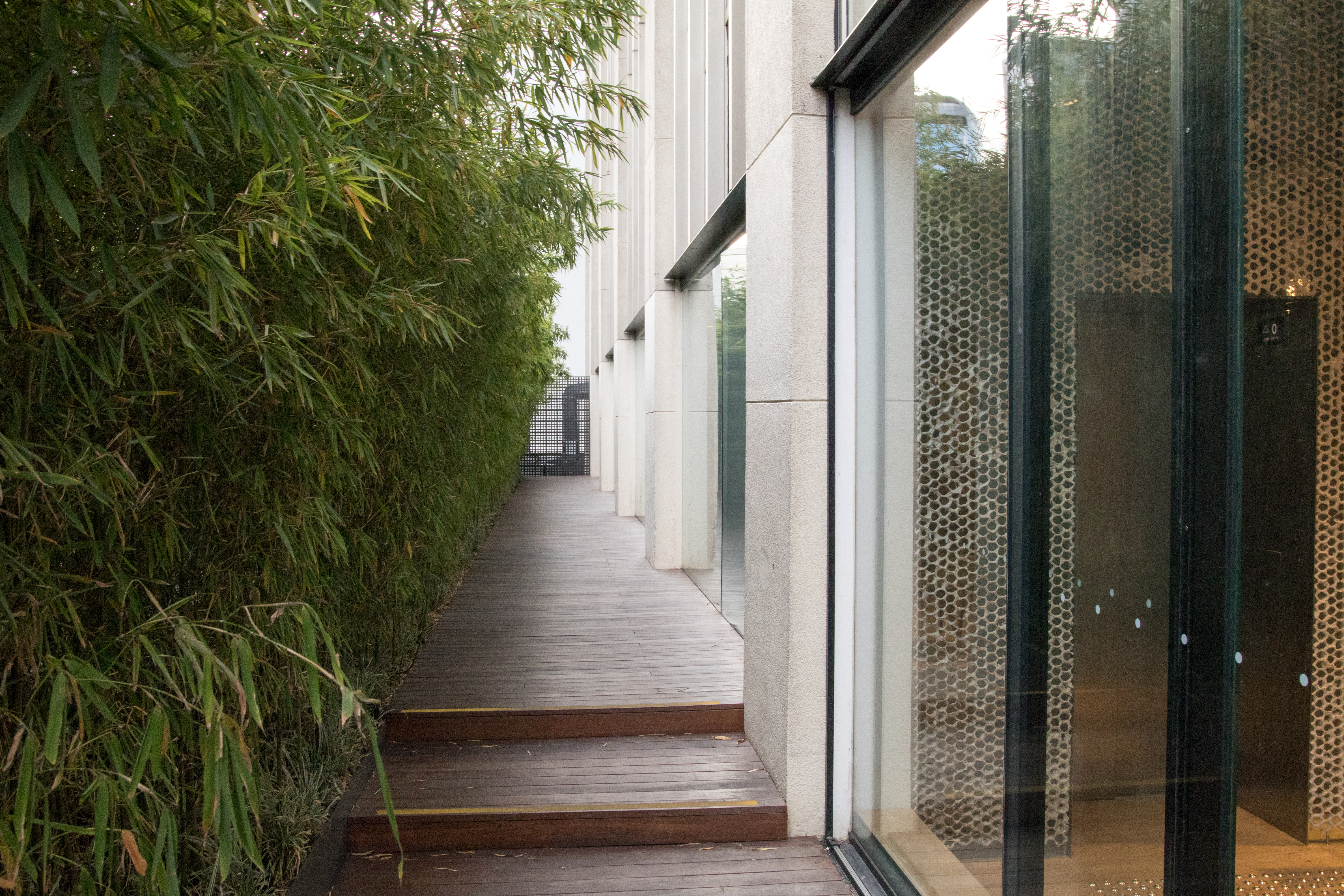
Área externa